# اینترنشنال پولیتیک
اینترنشنال پولیتیک (IP) (به انگلیسی: Internationale Politik) مجله شورای روابط خارجی آلمان (DGAP) است. این مجله به موضوعات معاصر در روابط بین‌الملل تحت سردبیری مارتین بیاله‌کی می‌پردازد. سیلکه تمپل از ۲۰۰۹ تا ۲۰۱۷ سردبیر این مجله بود و از ۲۰۱۸ بیاله‌کی سردبیری آن را برعهده دارد.

## تاریخچه و مشخصات
این مجله ابتدا با عنوان آرشیو اروپا (Europa-Archiv) در ژوئیه ۱۹۴۶ توسط ویلهلم کورنیز بنیان‌گذار انجمن آلمان در روابط خارجی و یکی از اعضای خانواده اولدنبورگ از صاحبان یک مؤسسه انتشارات آلمانی در ۱۸۵۸ منتشر شد. این مجله سپس در سال ۱۹۹۵ به اینترنشنال پولیتیک تغییر نام پیدا کرد. تیم تحریریه این مجله در ساختمان سفارت یوگسلاوی در برلین مستقراست. سابین رونبلاد از سال ۲۰۰۳ تا ۲۰۰۹ سردبیر مجله بود. از سال ۲۰۰۹ تا ۲۰۱۷ اینترنشنال پولیتیک دارای نسخه‌های آلمانی، روسی و چینی شد، نسخه انگلیسی زبان آن در ۲۰۱۲ منتشر گردید و تمامی نسخه‌ها به صورت آنلاین در دسترس است. اینترنشنال پولیتیک موضوعات مربوط به سیاست آلمان و اروپا، روسیه، روابط ترانس آتلانتیک، مسائل امنیتی و انتقال انرژی آلمان را دنبال می‌کند. سردبیر کنونی آن بیاله‌کی است.
شرکت برتلسمان در سال ۲۰۰۲ ناشر این روزنامه شد. نسخه روسی این مجله در سال ۱۹۹۶ منتشر شد که هر دو ماه یکبار منتشر می‌شود. نسخه انگلیسی آن (راه‌اندازی شده در سال ۲۰۰۰) و نسخه چینی (راه‌اندازی شده در سال ۲۰۰۵) هر دو فصلی منتشر می‌شوند. در سال ۲۰۰۹، انتشار نسخه آلمانی مجله از ماهانه به هر دو ماه یکبار تغییر کرد. در سال ۲۰۲۰، یک نسخه ویژه اینترنشنال پولیتیک با بورسیه‌ای که سیلکه تمپل نویسنده و روزنامه‌نگار دریافت نمودِ توسط او منتشر شد، این بورسیه توسط بنیاد فوروم آینده آلمان و اسرائیل تأمین گردید.

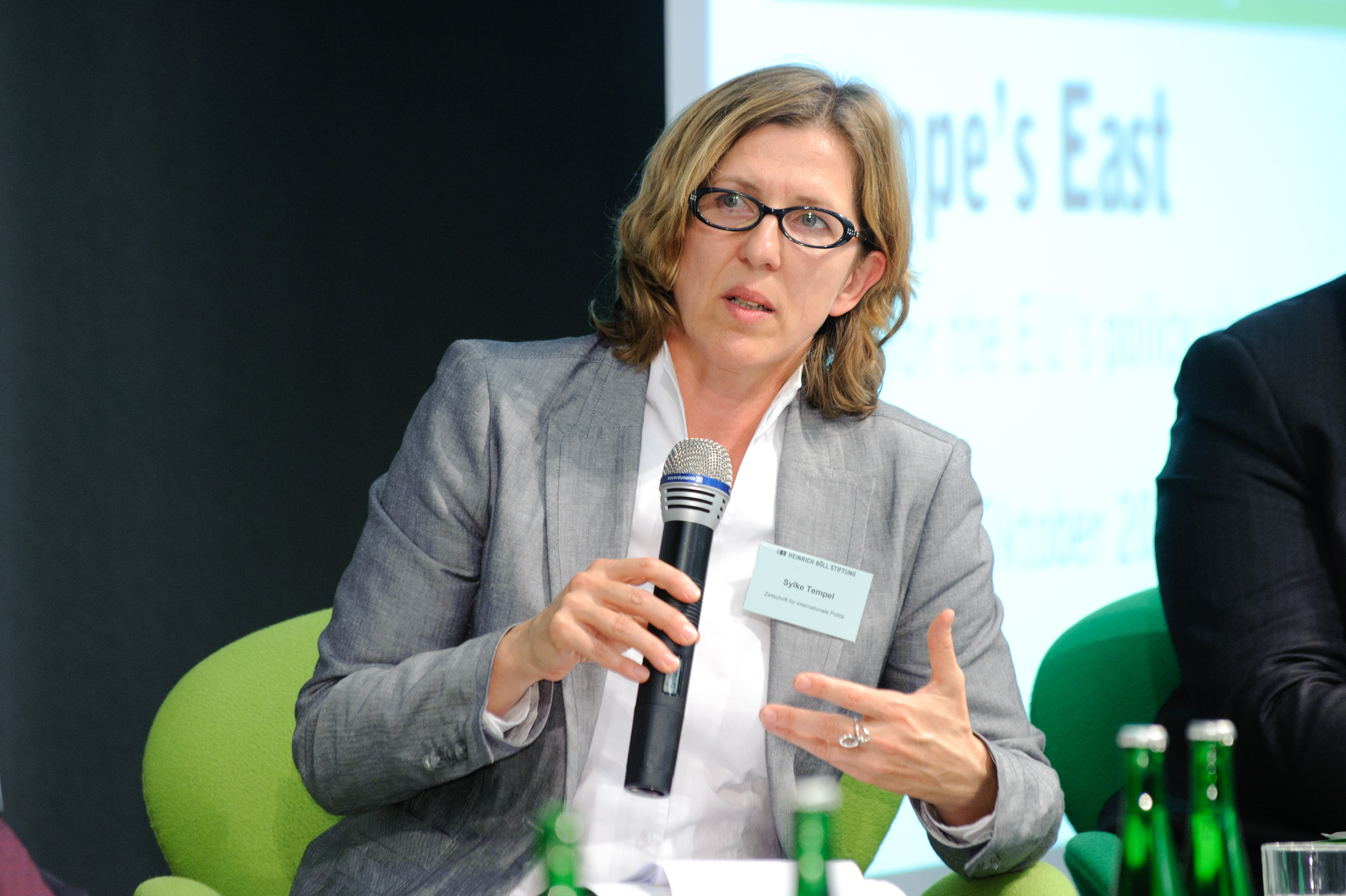
سیلکه تمپل ۷ اکتبر ۲۰۱۰

## توسعه
مقاله "پس بلوزت را ببند!" توسط ستون نویس بریجیت پومر (برای کی) به دلیل انتشار پدیده ویروس در شبکه‌های اجتماعی، در سال ۲۰۱۳ به عنوان «پدیده سال رسانه‌های اجتماعی» شناخته شد.
اف‌ای‌زد در سال ۲۰۱۳ نوشت: مجله اینترنتی «اروپایی» با موفقیت بر روزنامه‌نگاری افکار هدفمند تکیه می‌کند. نویسندگان آن مدام تغییر می‌کنند.
از سال ۲۰۲۰ نسخه ویژه اینترنشنال پولیتیک توسط همکاران دانشگاهی که در آن وظایف بین‌المللی پروژه‌های خود را ارائه می‌کردند منتشر شد، در همان سال علاوه بر این، مجله اروپایی، مؤسسه اروپایی اقلیم و انرژی را واداشت تا مقالاتی را در وبگاه مجله بدون ذکر نام نویسنده منتشر کند.